# Rathaus Hettstedt

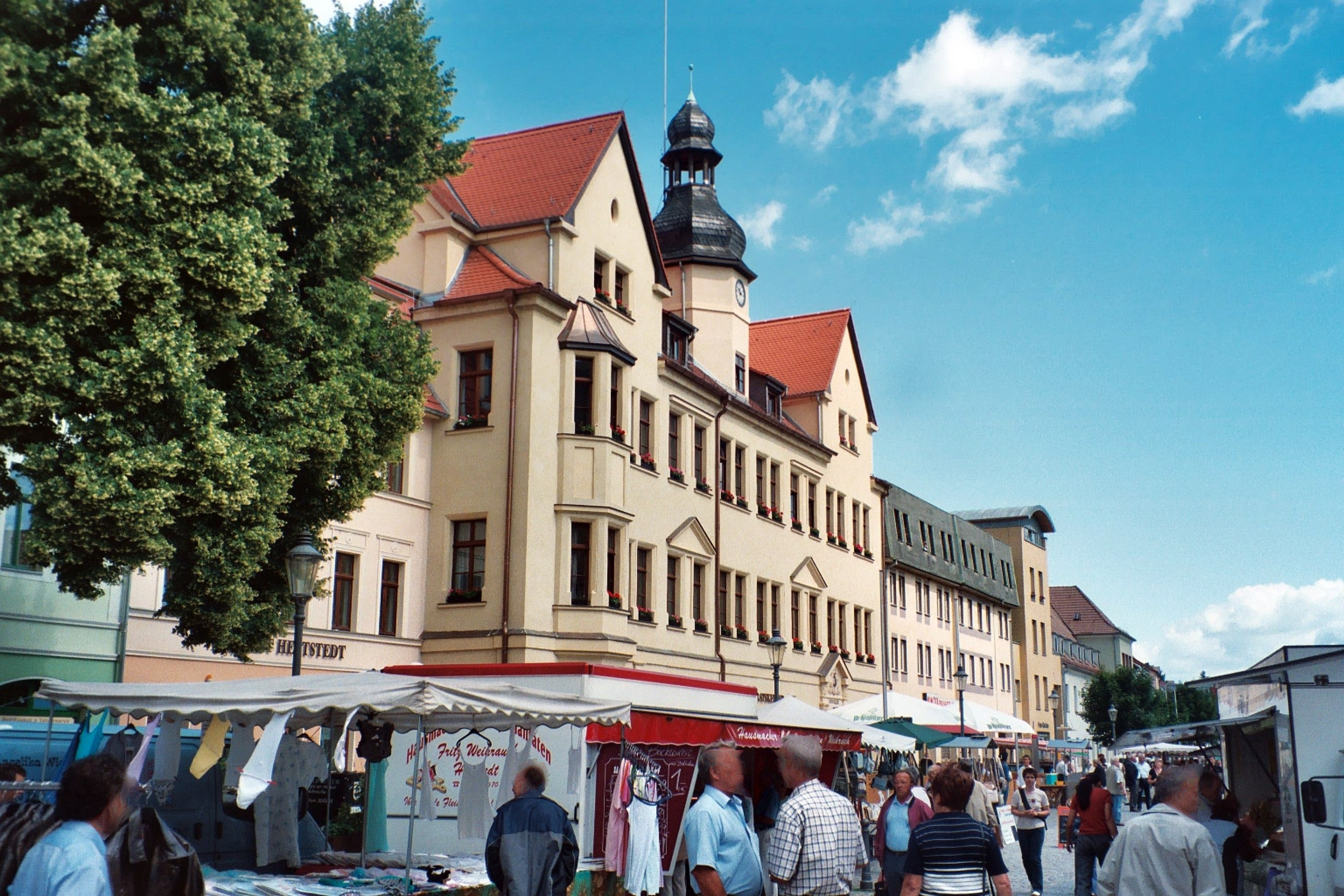
Rathaus Hettstedt

Das Rathaus in Hettstedt ist ein Baudenkmal im Landkreis Mansfeld-Südharz in Sachsen-Anhalt.
Hettstedt ist zwar eine Kleinstadt, hat aber ein eindrucksvolles Rathaus, zu dessen Finanzierung sicher die Kupferbergbau-Erträge beitrugen, die den Ort, 1334 als stad erwähnt, wohlhabend machten, so dass ab dem Jahr 1430 eine umfassende Stadtmaueranlage geschaffen wurde. Das heutige Rathaus entstand in den Jahren 1520 bis 1526. Bereits im Jahr 1571 wurde es aber bei einem Unwetter schwer beschädigt (das halbe Rathaus verderbet).
Es besitzt acht Doppelachsen, einen Erker, Zwerchgiebel und einen markanten Mittelturm, wie man ihn von vielen Rathäusern der Gegend kennt, etwa von dem alten Rathaus in Leipzig oder dem alten Rathaus in Halle. Nach einem Brand im Jahr 1627 wurde es in den Jahren 1682 bis 1684 wieder aufgebaut. Die lange Zeitspanne deutet darauf hin, dass einiges an Arbeit notwendig war. Ein verheerender Stadtbrand im Jahr 1697, der nur 27 Häuser stehen ließ, beschädigte auch das Rathaus. Dementsprechend ist das heutige Aussehen auch stärker von der Barockzeit geprägt. Weitere Umbauten erfolgten in den folgenden Jahrhunderten, u. a. in den Jahren 1879, 1913 bis 1914 und 1956.

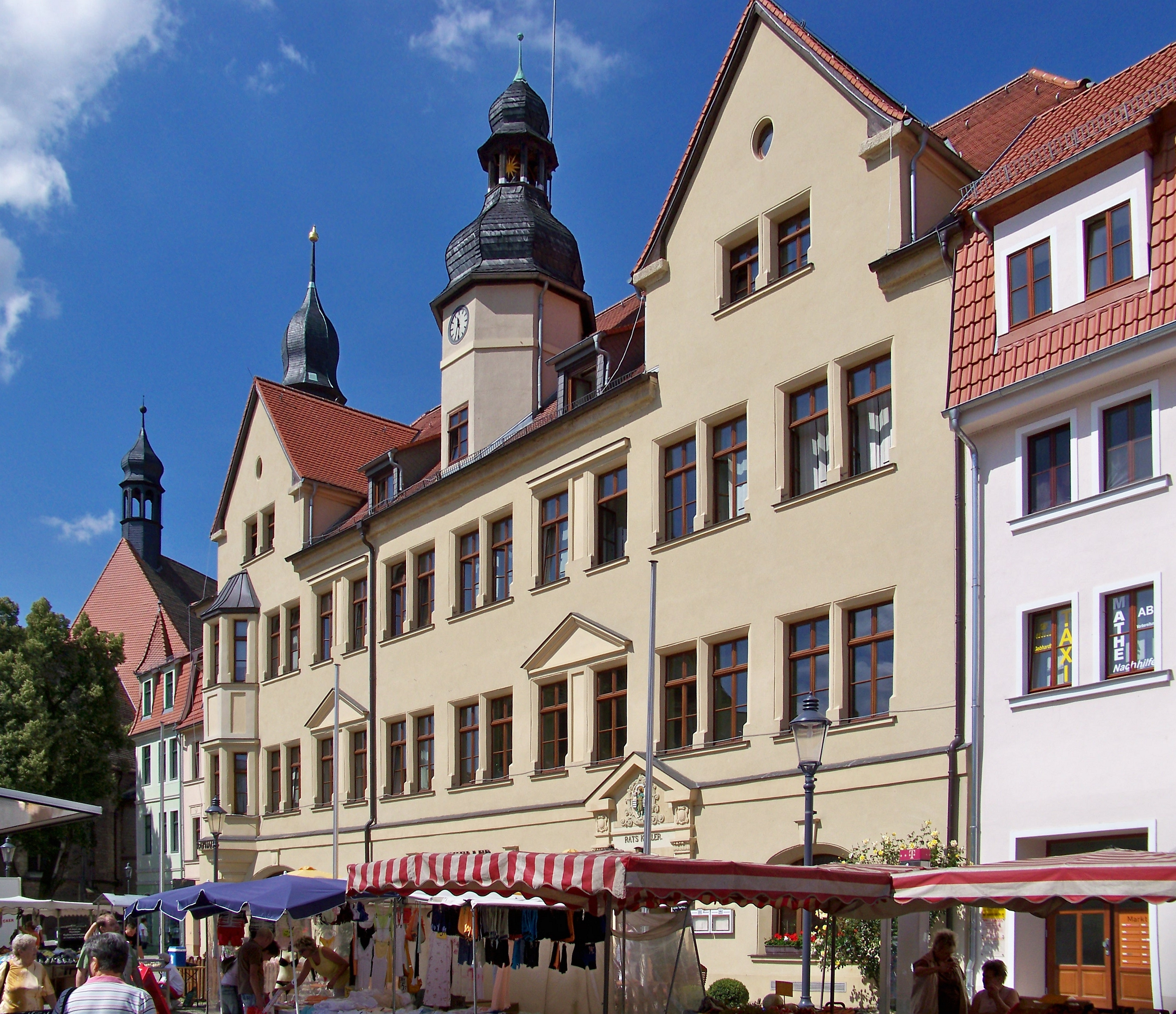
Ensemble mit Kirche

Zusammen mit der nahe südlich zu findenden Stadtkirche bildet das Rathaus ein Ensemble, das die Westseite des Marktes prägt. Es steht unter Denkmalschutz und ist im Denkmalverzeichnis mit der Erfassungsnummer 094 65050 eingetragen. Auch heute ist das Rathaus von Hettstedt noch Sitz der Stadtverwaltung und beherbergt zudem die Stadtinformation und den Ratskeller.